# Pagodenburg (Rastatt)

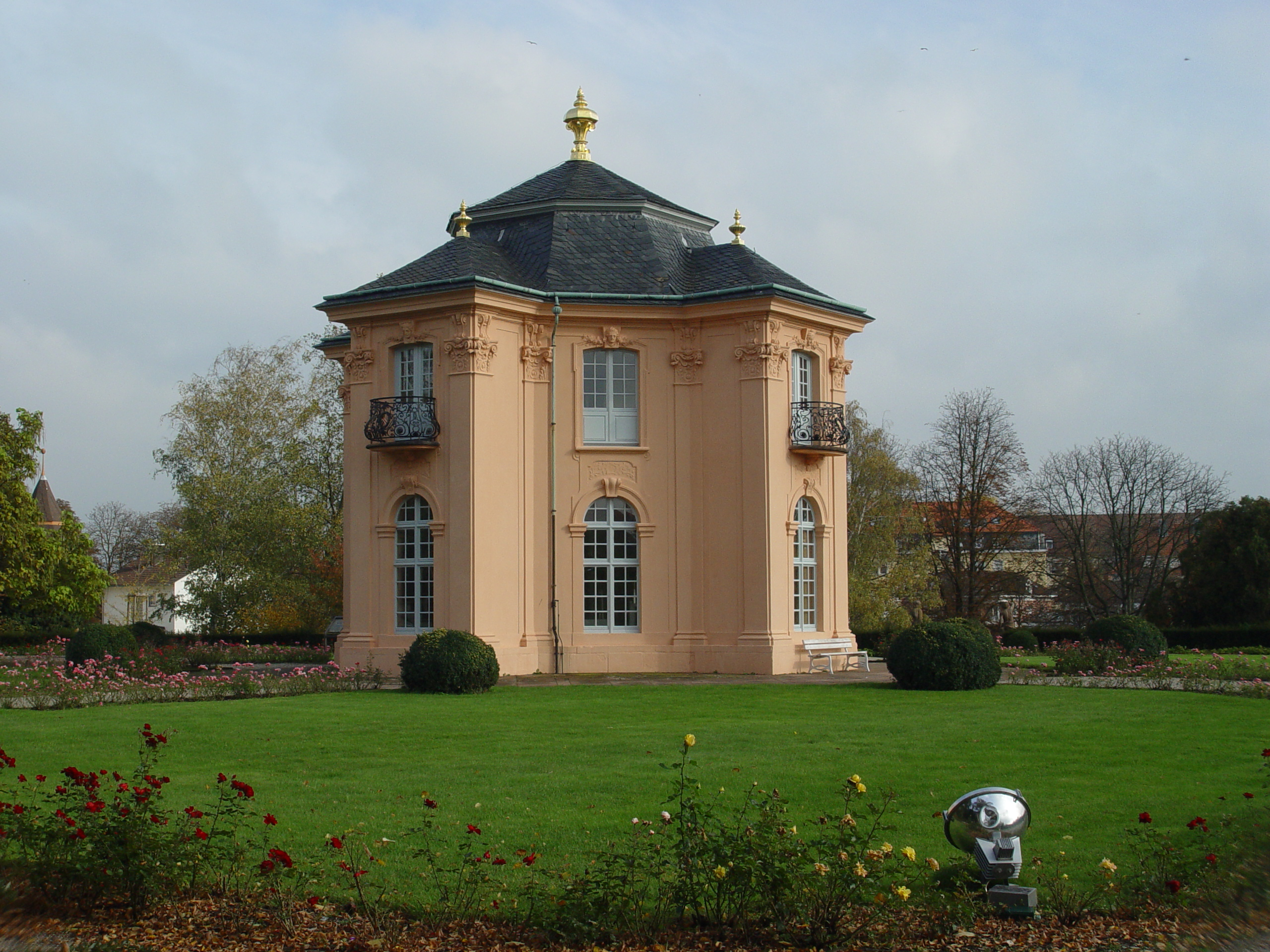
Die Pagodenburg in Rastatt

Die Pagodenburg ist ein barockes Gartenschlösschen in Rastatt.
Die baden-badische Markgräfin Franziska Sibylla Augusta ließ den Pavillon im Jahre 1722 von ihrem Hofbaumeister Johann Michael Ludwig Rohrer errichten. Das Vorbild war die Pagodenburg im Münchner Schlosspark Nymphenburg, die die Markgräfin anlässlich eines Besuches beim Kurfürsten Max Emanuel zu sehen bekam. Der Rastatter Pavillon hat einen Durchmesser von zwölf Metern und ist weitgehend nach dem Münchner Vorbild gestaltet, jedoch wich man beim Dach vom Original ab und setzte anstatt eines Flachdaches ein Mansarddach auf den Bau.
Franziska Sibylla Augusta nutzte den mitten in einem Garten liegenden Pavillon als Teehaus. Heute dient er als Ausstellungsort für lokale Künstler und als Café. Üblicherweise werden diese Ausstellungen vom Rastatter Kunstverein organisiert.